# Cill Rónáin
Cill Rónáin, ou Kilronan, est le principal village d'Inis Mór, aux îles d'Aran, en Irlande.
Le village compte quelques restaurants, des pubs et un petit supermarché. Il est très fréquenté par les touristes qui viennent visiter l'île. Il dépend du comté de Galway.

## Accès
On accède au village par le port d'accès de l'île d'Inis Mór des ferrys partant de Rossaveal, dans le comté de Galway ou de Doolin dans le comté de Clare.

## Galerie de photo

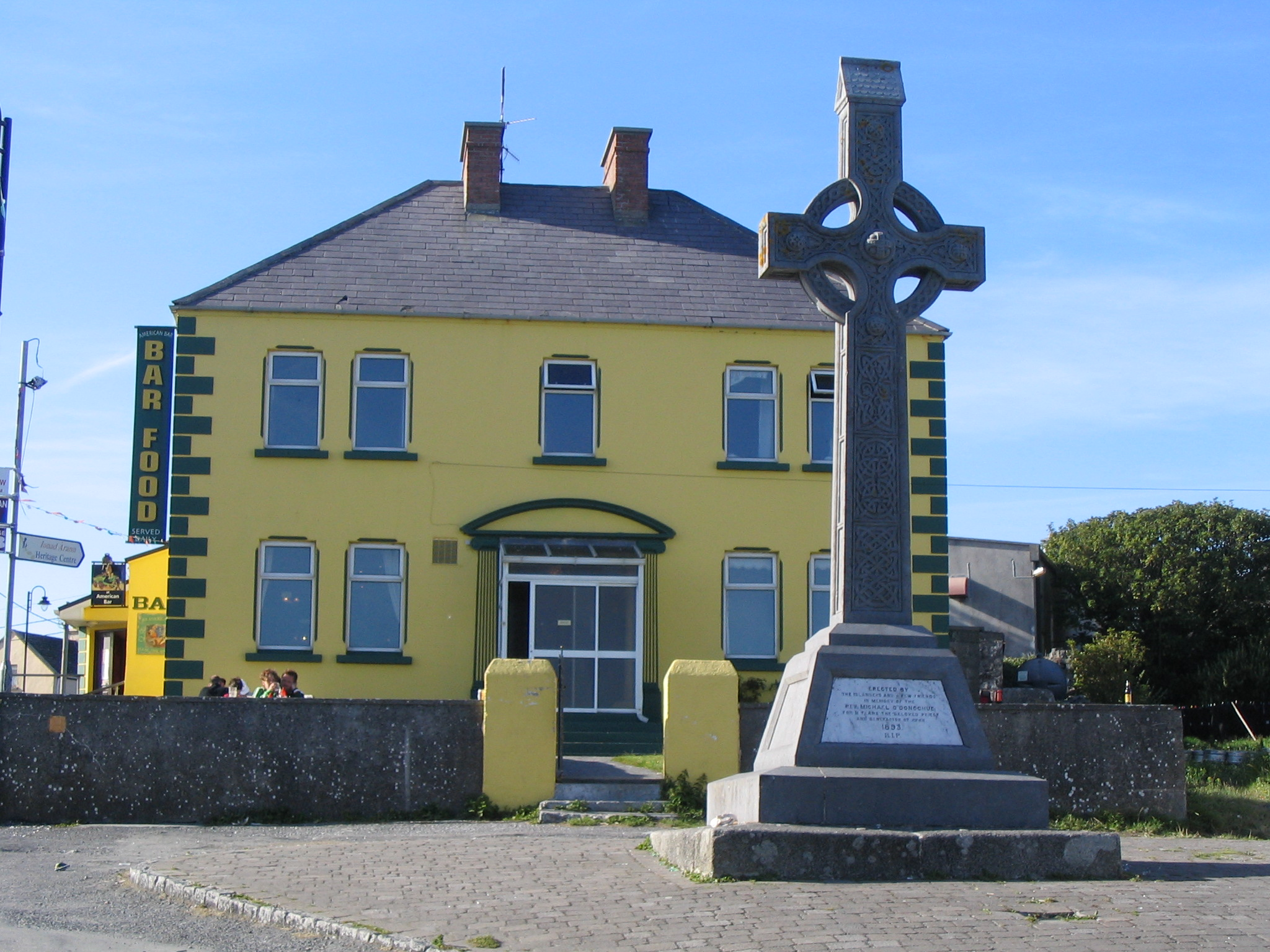
Haute croix du port de Kilronan
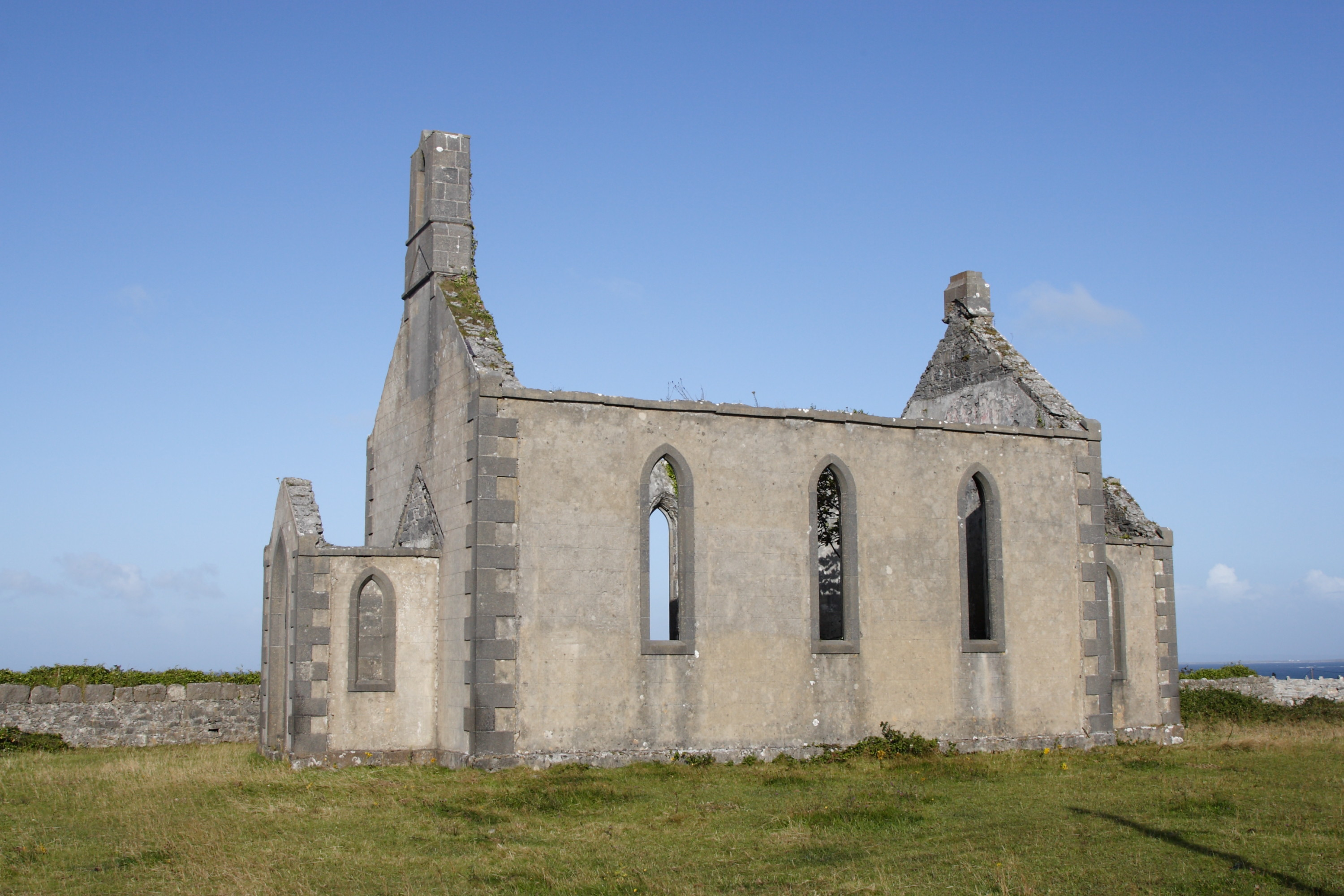
Église protestante en ruines
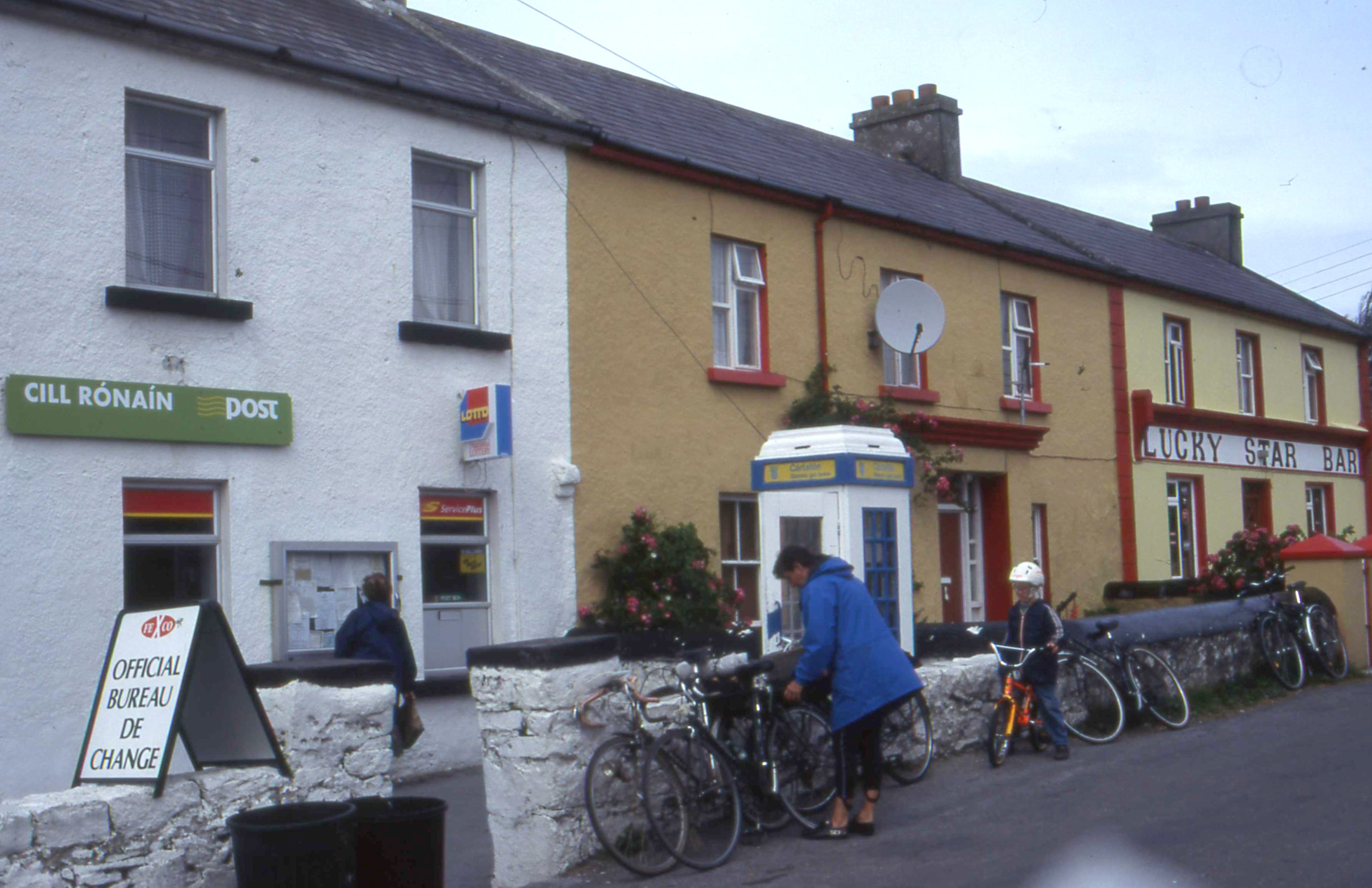
Rues de Kilronan